# Marni Nixon
Marni Nixon (ur. 22 lutego 1930 w Altadenie, zm. 24 lipca 2016 w Nowym Jorku) – amerykańska sopranistka. Jej najbardziej znaną działalnością było podkładanie śpiewu w musicalach filmowych, takich jak The King and I, West Side Story i My Fair Lady.
Poza pracą w filmach artystka występowała również w telewizji, operze, musicalach scenicznych oraz koncertowała z orkiestrami symfonicznymi.

## Życiorys
Marni Nixon (właściwie Margaret Nixon McEathron) była córką Charlesa Nixona i Margaret Elsy McEathron (z domu Wittke). Marni była aktorką dziecięcą, zaczęła śpiewać już w bardzo młodym wieku w chórach (również jako solistka), m.in. w Roger Wagner Chorale. W wieku 4 lat brała lekcje gry na skrzypcach.
Studiowała śpiew operowy m.in. u: Thomasa Noble MacBurneya, Carla Eberta, Jana Poppera, Borisa Goldovskiego i Sarah Caldwell. Pierwszy z jej mężów, Ernest Gold był kompozytorem, artystka miała z nim troje dzieci. Po rozwodzie w 1969 Nixon poślubiła Lajosa Fenstera (1971 do 1975) a następnie w 1983 Alberta Blocka.

## Kariera

### Filmy
W wieku 12 lat Nixon zagrała epizodyczną rolę w komedii The Bashful Bachelor. W roku 1948 jako głos anioła (słyszany przez Ingrid Bergman) pojawiła się w Joannie d’Arc. W kolejnym roku po raz pierwszy wystąpiła jako anonimowa dublerka zastępując śpiew Margaret O’Brien w filmie Tajemniczy ogród. Po dwóch występach lokalnych w Disnejowskich klasykach: Kopciuszku (z 1950) i Alicji w Krainie Czarów (z 1951) wsparła w wysokich partiach głos Marilyn Monroe w utworze „Diamonds Are a Girl’s Best Friend” z filmu Mężczyźni wolą blondynki (1953).
W roku 1956 podkładała głos Deborah Kerr w ekranizacji musicalu Król i ja, rok później zastępowała znów Kerr w filmie Niezapomniany romans.
W roku 1961 artystka wystąpiła znów anonimowo w ekranizacji broadwayowskiego hitu West Side Story, zastępując Natalie Wood w partii Marii – przy czym dubbing był utrzymany przed Wood w sekrecie. Nixon dublowała w tym samym filmie również Ritę Moreno w kwintecie Tonight. Artystka mimo próśb nie otrzymała od producentów żadnych tantiem za rolę, lecz kompozytor Leonard Bernstein przekazał jej kontraktem 1/4 swoich tantiemów (wynoszących 1%).
Trzy lata później Nixon po raz kolejny podkładała głos znanej aktorki w ekranizacji musicalu. Tym razem w My Fair Lady zastępowała Audrey Hepburn w partii Elizy. Tygodnik Time określił jej wkład w musical filmowy jako „duch dla najznakomitszych” (The Ghostess with the Mostest).
Nixon pojawiła się po raz pierwszy na ekranie (oraz w obsadzie) dopiero w ekranizacji Dźwięków muzyki  w epizodycznej rólce siostry Sophii (śpiewając część utworu How Do You Solve a Problem Like Maria?). Reżyser Robert Wise stwierdził, że publiczność po raz pierwszy mogła zobaczyć aktorkę, której głos tak dobrze znali. Aktorka po latach powróciła w 1997 jako ciotka Alice w komedii o tematyce LGBT Chyba tak... a w 1998 roku w kolejnym filmie Disneya Mulan śpiewając partię Babci Fa.

### Teatr
Nixon wystąpiła w 1954 na Broadwayu w The Girl in Pink Tights. Odtwarzała rolę Sadie McKibben w Opal, w 1984 premierową rolę Edny w off-broadwayowskim Taking My Turn (Gary’ego Friedmana). Na Off-Broadwayu i w teatrach regionalnych grała m.in. Nianię w Romeo i Julii, Fraulein Schneider w Kabarecie, Eunice Miller w 70, Girls, 70.
Po kilkudziesięciu latach przerwy Nixon powróciła na Broadway jako Ciotka Kate w premierowym James Joyce's The Dead. Rok później wystąpiła w roli Heidi Schiller we wznowieniu Follies Sondheima. W roku 2003 otrzymała zastępstwo roli matki Guido we wznowieniu musicalu Nine. W roku 2008 brała udział w tournée po USA ze wznowieniem My Fair Lady (jako pani Higgins).

### Opera
Repertuar operowy Nixon obejmował m.in. partie:
- Zerbinetty w Ariadnie na Naksos,
- Susanny w Weselu Figara,
- Blonde oraz Konstanze w Uprowadzeniu z seraju,
- Violetty w Traviacie,
- tytułowej roli w La Périchole
- Philine w Mignon.

Występowała m.in. w Los Angeles Opera, Seattle Opera oraz w San Francisco Opera. Dawała recitale m.in. z New York Philharmonic (pod dyrekcją Leonarda Bernsteina), Los Angeles Philharmonic, Cleveland Orchestra, Toronto Symphony Orchestra, London Symphony Orchestra oraz Israel Philharmonic Orchestra.
W roku 1999 była premierową wykonawczynią partii Pani Wilson w Ballymore, operze Richarda Wargo.

### Inna działalność
Nixon w latach 1969-71 prowadziła zajęcia na California Institute of Arts. Po roku 1980 przez wiele lat wykładała na Music Academy of the West w Santa Barbara. W latach 70 i 80 XX wieku prowadziła dziecięcy program w telewizji (na kanale KOMO-TV) Boomerang. Odbywała trasy objazdowe z Liberace, Victorem Borge oraz dawała solowe występy kabaretowe. Dawała lekcje śpierwu oraz sędziowała w konkursach wokalnych. Pod własnym nazwiskiem nagrywała utwory m.in. Jerome’a Kerna, George’a Gershwina, Arnolda Schönberga, Charlesa Ivesa, Aarona Coplanda oraz Anton Weberna.
W roku 2006 opublikowała autobiografię I Could Have Sung All Night.

## Nominacje i nagrody
Artystka była dwa razy nominowana do Grammy Awards. W roku 2008 otrzymała Singer Symposium's Distinguished Artist Award in New York City. W roku 1984 otrzymała również nominację do Drama Desk Award za rolę Edny w Taking My Turn.